# سانتينو سولاري
سانتينو سولاري (بالألمانية: Santino Solari)‏ هو مهندس معماري سويسري ونمساوي، ولد في 1576 في لوغانو في سويسرا، وتوفي في 10 أبريل 1646 في سالزبورغ في النمسا.